# Le Val-Saint-Père
 Le Val-Saint-Père  es una población y comuna francesa, situada en la región de Baja Normandía, departamento de Mancha, en el distrito de Avranches y cantón de Avranches.

## Demografía
| 916 | 857 | 1340 | 1594 | 1609 | 1574 |
| Para los censos de 1962 a 1999 la población legal corresponde a la población sin duplicidades (Fuente: INSEE [Consultar]) |     |      |      |      |      |